# Ditrichum madagassum
Ditrichum madagassum är en bladmossart som beskrevs av Jean Édouard Gabriel Narcisse Paris 1896. Ditrichum madagassum ingår i släktet grusmossor, och familjen Ditrichaceae. Inga underarter finns listade i Catalogue of Life.